# Julián Cerdá Vicente
Julián Cerdá, conegut com a Juli (Alcoi, Alcoià, 9 d'agost de 1981) és un futbolista valencià que juga de migcampista i el seu equip actual és l'Agrupación Deportiva Alcorcón, de la segona divisió. Té una altura d'1,69 metres. Va debutar el 2001 amb la samarreta del Rayo Vallecano.

## Clubs[1]
- Club Esportiu Alcoià (2001-2002)
- Alacant Club de Futbol (2002-2004)
- Club Esportiu Castelló (2004-2005)
- Benidorm Club de Futbol (2005-2007)
- Polideportivo Ejido (2007-2009)
- Elx Club de Futbol (2009-2010)
- Rayo Vallecano (2010-2012)[2]
- Agrupación Deportiva Alcorcón (2012-)[3][4]